# Quietula y-cauda
Quietula y-cauda es una especie de peces de la familia de los Gobiidae en el orden de los Perciformes.

## Morfología
Los machos pueden llegar a alcanzar los 7 cm de longitud total.

## Reproducción
Es ovíparo y  los machos protegen los huevos. 

## Hábitat
Es un pez de clima subtropical y demersal.

## Distribución geográfica
Se encuentra en el Pacífico oriental: desde Morro Bay (California central, los Estados Unidos) hasta el Golfo de California.

## Observaciones
Es inofensivo para los humanos.